# 向成文
向成文（？—？），和名摩文仁親方朝維，琉球國第二尚氏王朝政治家、三司官。原姓「洪」，名乘「滿恒」。直到1691年，琉球王府將王族的分支統一改姓為「向」，名乘改為「朝」字輩，他的名乘才被改為「朝維」。
向成文是玉川御殿第四世向光胤（讀谷山按司朝宜）的第三子。他於順治十一年甲午十月二十三日（1654年12月1日）就任三司官。康熙元年（1662年），因王世子尚貞前往薩摩藩覲見的時候受到優待、且薩摩藩免除了琉球一年的賦稅，尚質王派向成文出使薩摩藩表示感謝。五月到達薩摩藩，九月回國。尚貞王繼位後，於康熙八年己酉十月十六日（1669年11月9日）賜給他紫地浮織冠。康熙九年庚戌十月二十五日（1670年12月7日）致仕。